# Josep Anton Martí Teixidor
Josep Antoni Martí Teixidor - V.I.T.R.I.O.L. Hermes (Barcelona, 7 juny 1930) és un pintor, escriptor i orfebre barceloní.
És el fill menor de Ramon Martí Escala, comercial del diari La Veu de Catalunya, i d'Erundina Teixidor Roig, copropietària amb la seva germana d'un taller de tapisseria. Ja de petit volia pintar, als cinc anys la redacció del diari pregunta als fills dels seus treballadors què volien ser de grans, per fer-ne una sèrie de vinyetes, -«Seré pintor-» va contestar en Martí, per després puntualitzar: -«de quadres!».
En esclatar la guerra civil, i pels problemes de salut del seu germà Robert, la família es trasllada a La Floresta, tornant a Barcelona l'any 1939. L'any 1944 en Martí comença d'aprenent de joieria, ofici al que es dedicarà tota la seva vida. La mort prematura del seu germà Robert l'any 1947 marcarà profundament la vida de la família i al jove Martí; a causa d'aquest fet la seva mare s'interessa per l'esoterisme i l'astrologia, convertint el domicili familiar en punt de trobada de l'ambient ocultista Barceloní. L'interès per l'esoterisme i l'alquímia acompanyaran a en Martí tota la seva vida, reflectint-se en la seva obra.
La primera obra pictòrica que ell considera seriosa data de 1950, La Annunciatta a la Virgen Maria. Més endavant, l'any 1953, s'inscriu al Cercle de Sant Lluc i al FAD. Guanya el primer premi del concurs de Artes Plásticas Wagnerianas de 1.955, atorgat pel consolat de la República Federal Alemanya, amb un 100F titulat Parsifal i Kundry. L'any 1957 s'estableix com a orfebre i estudia procediments tècnics a La Llotja, en especial pintura al fresc, on coneix a Carlos Mensa. L'any 1958 coneix l'Odina Capo, que esdevindrà la seva esposa. El 1960 tanca el taller d'orfebreria i es trasllada a París, on neix la seva filla Odina l'any 1963, i adopta l'acrònim V.I.T.R.I.O.L. en referència a l'alquímia. Torna a Barcelona l'any 1967, reobre el taller d'orfebreria, i l'any 1972 es divorcia de la seva esposa.
Comença una època d'intensa activitat artística, l'any 1973 exposa a la galeria Àgora de Sitges i a Barcelona, a la galeria Taller Picasso, la guerra dels onze dies, exposició on satiritza la pintura oficial, l'art abstracte, el minimalisme i l'art pobre. El 1974 exposa la col·lecció el nostre Barça, realitzada pel 75è aniversari del club, també a la galeria Taller de Picasso. Dicta les conferències Cinquanta hores d'art català a Balaguer i Art i Alquímia, a la universitat de Barcelona. L'any 1976 funda el grup Desperta Ferro, i exposen a la galeria TRECE. El grup pren notorietat amb la publicació del seu manifest i l'aparició a televisió, però tots els components del grup se'n desdiuen i en Martí es queda sol. Entre els anys 1979 i 1980 pinta el Dresden, mural de 500x300 cm, actualment exposat al MEAM. L'any 1980 coneix la que serà la seva segona esposa, l'artista Carmen Mateos Tomás, posteriorment Lara Látiris, fet que suposa un punt i a part a la seva vida, tant en l'aspecte personal com en l'artístic.
L'any 1988 en Martí comença la seva primera novel·la, Mirabilis Imago, i l'acaba l'any 1996. Pinta, l'any 1997, el segon homenatge al Barça, i l'any 1998 il·lustra amb 75 pintures a l'oli la novel·la Mirabilis Imago. L'any 2001 escriu 22 narraciones góticas contadas al amor de la lumbre, i les il·lustra amb 22 dibuixos a tinta xinesa. L'any 2004 rep diversos encàrrecs particulars i exposa a Marbella, a la galeria Sammer. Aquest mateix any, inspirat per les idees que sobre la pintura i l'art tenien la Lara i ell i com a praxis de la Pintura Posterminal, comença la sèrie d'olis de gran format Seda y Arpillera, i l'any 2007 comença la novel·la Las Almas Putas amb la mateixa temàtica. L'any 2014, amb la mort de la Lara, penja definitivament els pinzells, deixant inconclusa la sèrie Seda y Arpillera. Acaba Las Almas Putas l'any 2015. L'any 2016 escriu Cuentos Oscuros i La Fama Fraternitatis, el manifest de la Pintura Posterminal, on exposa les idees sobre art que sostenien juntament amb la Lara, reivindicant la necessitat d'un art Adult i Responsable. Aquest mateix any comença a escriure les seves memòries, Nuestra biografia. Una sutileza del destino. Lara Látiris y yo. Secuencias y consecuencias, donant-les per acabades l'any 2019.